# USV Elinkwijk
Maillots
Le Utrechtse Sportvereniging Elinkwijk, plus couramment abrégé en USV Elinkwijk, est un club néerlandais de football fondé le 20 juin 1919 et originaire du quartier d'Elinkwijk dans la ville de Utrecht.
Il fusionne en 1970 avec DOS et Velox pour donner naissance au FC Utrecht. Le club continue jusqu'à ce jour d'exister dans le football amateur.

## Histoire
Le football néerlandais devient professionnel en 1954, ce qui signifie que le championnat éphémère professionnel de la BNVB fusionne avec celui jusqu'alors amateur de la KNVB. En novembre 1954, Elinkwijk fusionne avec le club d'Utrecht qui évoluait dans le championnat de la BNVB.
En 1956, le club remporte un des quatre groupes du championnat et participe à la compétition finale pour déterminer le titre de champion des Pays-Bas, et finit 3e de celle-ci.
Elinkwijk évolue en Eredivisie de 1956 à 1961, et de 1965 à 1967.
Le club fusionne avec DOS et Velox, à la demande du conseil municipal de Utrecht, pour donner naissance au FC Utrecht.
Le club continue ensuite dans le football amateur du dimanche, où il remporte cinq titres de Hoofdklasse, le 3e échelon du football national. Ces titres sont remportés en 1982, 1984, 1988, 1990 et 1991.